# Перледо
Перледо (італ. Perledo) — муніципалітет в Італії, у регіоні Ломбардія, провінція Лекко.
Перледо розташоване на відстані близько 530 км на північний захід від Рима, 65 км на північ від Мілана, 21 км на північний захід від Лекко.
Населення — 970 осіб (2014).
Покровитель — святий Мартин.
На території муніципалітету розташовано пам'ятку середньовічної архітектури - замок Веціо.

## Демографія
Населення за роками:

Станом на 1 січня 2023 року в муніципалітеті офіційно проживало 76 іноземців з 30 країн, серед них 27 громадян країн Євросоюзу та 3 громадяни України.

## Сусідні муніципалітети
- Беллано
- Езіно-Ларіо
- Менаджо
- Парласко
- Сан-Сіро
- Варенна